# Giovanni Battista Morandini
Giovanni Battista Morandini (Bienno, 30 de junho de 1937 – Bienno, 21 de outubro de 2024) foi um clérigo italiano, arcebispo católico romano emérito e diplomata da Santa Sé.

## Carreira
Giovanni Battista Morandini estudou filosofia e de 1960 a 1962 como ex-aluno do Pontifício Seminário Lombardiano de Teologia Católica na Pontifícia Universidade Gregoriana de Roma. Em 22 de julho de 1962 foi ordenado sacerdote para a Diocese de Brescia em Bienno. Ele foi então liberado para estudos de pós-graduação em Direito Canônico e se formou na Pontifícia Academia Diplomática de 1964 a 1966. Em seguida, ingressou no serviço diplomático da Santa Sé e trabalhou inicialmente na Nunciatura Apostólica na Bolívia. Papa Paulo VI conferiu-lhe o título honorário de Capelão de Sua Santidade (Monsenhor) em 11 de julho de 1967. Em 1970 mudou-se para a nunciatura no Quênia. Em 1971 tornou-se secretário da nunciatura na Bélgica e, finalmente, em 1975, foi encarregado de funções diplomáticas no Brasil. A partir de 1979, finalmente trabalhou como conselheiro da nunciatura na seção de assuntos gerais da igreja da secretaria de estado.
Em 30 de agosto de 1983, o Papa João Paulo II o nomeou Arcebispo Titular de Numida e Núncio Apostólico em Ruanda. O Cardeal Secretário de Estado Agostino Casaroli deu-lhe a consagração episcopal em 8 de outubro do mesmo ano na Basílica de São Pedro; Os co-consagrantes foram o Cardeal da Curial Bernardin Gantin e o Cardeal Eugênio de Araújo Sales, Arcebispo de São Sebastião do Rio de Janeiro.
Em 12 de setembro de 1990 foi nomeado Núncio Apostólico na Guatemala. Em 23 de abril de 1997, foi nomeado Núncio Apostólico na Coréia e Mongólia. Em 6 de março de 2004 foi nomeado Núncio Apostólico na Síria. O Papa Bento XVI aceitou sua renúncia relacionada à idade em 21 de setembro de 2008.